# Silvercraft SH-4
Il Silvercraft SH-4 fu un elicottero leggero prodotto in serie dall'azienda italiana Silvercraft S.p.A. negli anni sessanta del XX secolo.

## Storia del progetto

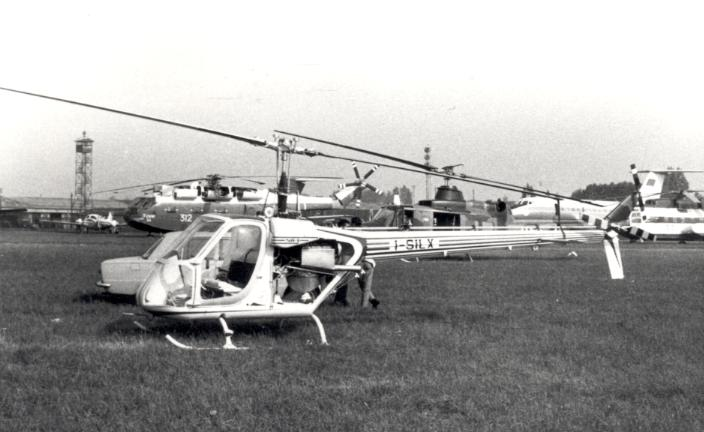
Il prototipo dello SH-4 esposto al Salone internazionale dell'aeronautica e dello spazio di Parigi-Le Bourget del 1967.

Nel 1962 fu costituita a Milano la società Silvecraft S.p.A., per volontà dell'industriale Emilio Bianchi che progettò, e costruì, il prototipo di un elicottero leggero, designato XY, andato in volo per la prima volta nell'ottobre 1963.  Con l'assistenza tecnica e finanziaria della SIAI-Marchetti tale prototipo fu ulteriormente sviluppato nel nuovo elicottero designato SH-4, che presentava alcune innovazioni, come un rotore semirigido, una meccanica semplificata, facilmente accessibile dall'esterno, e con i pezzi di rispetto facilmente installabili al posto di quelli usurati. Il primo prototipo dello SH-4, matricola I-SILX, andò in volo per la prima volta a Vergiate nel marzo 1965 ai comandi del pilota collaudatore Dario Pavan. Nel giugno dello stesso anno fu esibito al Salone dell'aeronautica di Parigi-Le Bourget. Il nuovo modello ottenne la certificazione del RAI (Registro aeronautico italiano) e della FAA (Federal Aviation Administration) nel settembre 1968, e fu il primo elicottero italiano ad ottenere la doppia certificazione italiana e statunitense. Nel modello base lo SH-4 era adatto a svolgere compiti di addestramento al pilotaggio, collegamento, trasporto utility, aeroambulanza, polizia, osservazione e uso agricolo.

## Descrizione tecnica
Elicottero triposto di costruzione interamente metallica. La struttura si compone di tre elementi, cabina, sezione centrale e trave di coda, tutte costruite in lega leggera d'alluminio. La trave di coda è costituita da una serie di ordinate circolari di vario diametro direttamente collegate al rivestimento lavorante in lega leggera. Le paratie parafiamma erano in lega di titanio. Il propulsore era un motore Franklin 6A-350-D a 6 cilindri, raffreddati ad aria, erogante la potenza di 235 hp (175 kW depotenziato a 170 hp (130 kW). Il rotore era bipala, e disponeva di una barra stabilizzatrice per il bilanciamento della barra trasversale simile a quella del Bell 47. Le pale erano in legno con tessuto di vetro e incorporavano una bandella di acciaio con masse di estremità aumentanti l'inerzia del rotore. Il carrello di atterraggio si presentava sotto forma di semplici pattini.
La velocità di salita era di 6,0 m/sec, e l'elicottero poteva restare in effetto suolo a una quota di 3.000 m. La capacità carburante era pari a 200 litri.

## Impiego operativo
Il modello SH-4 entrò in produzione presso lo stabilimento SIAI di Vergiate, provincia di Varese, dove furono prodotti i primi dieci esemplari, e poi il montaggio fu avviato presso lo stabilimento di Legnate, per i rimanenti 40 esemplari della prima serie produttiva. Tale stabilimento disponeva di una piazzola di decollo per il collaudo degli elicotteri. A causa di problemi riscontrati dalla Fiat Aviazione per la fornitura dei propulsori Franklin, dato che la ditta statunitense lo aveva messo fuori produzione, risultano completati un totale di 21 esemplari, venduti ed esportati in Brasile, Sudafrica, Francia e Paesi Bassi. Alcuni SH-4 vennero equipaggiati con il motore Lycoming LHIO-360-C1A erogante 205 hp (153 kW). Due esemplari di SH-4 furono acquistati per valutazione dall'Aeronautica Militare Italiana, utilizzati per l'addestramento tra il 1969 e il 1972. La produzione cessò completamente nel 1977, in quanto previsto fosse sostituita dallo SH-200. A nulla valse il tentativo dell'Aermeccanica, qualche anno dopo, di riavviare il programma SH-4.

## Versioni
- SH-4:versione di produzione standard.
- SH-4A: versione per uso agricolo.[4]
- SH-4C: versione con motore Franklin 6AS-350-D1 sovralimentato.
- SH-4L:versione con propulsore Lycoming LHIO-360-C1A.
- SH-4T:prevista versione con propulsione a turbina.

## Utilizzatori
Italia
- Aeronautica Militare

### Annotazioni
1. ↑  Il motore poteva essere sostituito in dieci ore di lavoro, la frizione in un'ora.
2. ↑  La versione D1B erogava 200 hp.

### Fonti
1. 1 2 3  Taylor 1976, pp. 119-120.
2. 1 2 3  Aviastar.
3. 1 2 3 4 5 6  Silvercraft.
4. 1 2 3 4 5 6 7 8  Helistart.
5. 1 2  Aeromedia.
6. ↑  (EN) Federal Aviation Administration, Docket No. FAA-2006-25948; Directorate Identifier 2006-NE-32-AD; Amendment 39-14951; AD 2007-04-19, su lion.com, febbraio 2007. URL consultato il 9 marzo 2009 (archiviato dall'url originale il 13 luglio 2011).